# Hydroxyimidoylchloride

Allgemeine Struktur der Hydroxyimidoylchloride

Hydroxyimidoylchloride sind eine Stoffgruppe der organischen Chemie. Ihre Vertreter zeichnen sich dadurch aus, dass sie am gleichen Kohlenstoffatom eine hydroxy-substituierte Iminogruppe (Oximgruppe) und ein Chloratom tragen. Formal sind sie N-Hydroxyderivate der Imidoylchloride oder Säurechloride der Hydroxamsäuren.

## Herstellung
Hydroxyimidoylchloride können durch Chlorierung von Aldoximen hergestellt werden. Geeignete Chlorierungsreagenzien sind elementares Chlor, Nitrosylchlorid, tert-Butylhypochlorit oder tert-Butyl-N-chlorcyanamid. Auch die zweistufige Herstellung aus Aldehyden ist möglich. Dazu werden diese mit Hydroxylaminhydrochlorid in das Oxim überführt und dieses mit N-Chlorsuccinimid zum Hydroxyimidoylchlorid umgesetzt.

## Reaktionen
Die Umsetzung von Hydroxyimidoylchloriden mit geeigneten Basen ergibt Nitriloxide. Diese Reaktion ist ein verbreiteter Schritt in der Synthese von Glucosinolaten. Dabei wird das entstehende Nitriloxid mit Tetraacetylglucopyranosylthiol umgesetzt, wonach nur noch die Sulfatgruppe des Glucosinolats eingeführt und die Acetat-Schutzgruppen entfernt werden müssen. Nitriloxide treten auch als Intermediate auf, wenn Hydroxyimidoylchloride unter Kupfer-Katalyse zu Isoxazolen umgesetzt werden. Eine Alternative ist die Umsetzung mit Hexabutyldistannan in Benzol unter Bestrahlung, die ebenfalls zur Bildung von Nitriloxiden führt. Wird diese Reaktion in Gegenwart eines Alkens durchgeführt, kommt es direkt zu einer 1,3-dipolaren Cycloaddition und es wird ein Isoxazolin erhalten. Durch Umsetzung mit einem Amin kann aus einem Hydroxyimidoylchlorid ein Amidoxim erhalten werden.